# 3,3-二环丙基丙烯酸乙酯
3,3-二环丙基丙烯酸乙酯是一种有机化合物，化学式为C11H16O2。它可由二环丙基甲酮和膦酰基乙酸三乙酯在氢化钠的存在下于四氢呋喃中反应得到。它可以和氢化铝在四氢呋喃中反应，得到3,3-二环丙基-丙-2-烯-1-醇，并可通过进一步反应来合成四环丙基甲烷。